# Tandilia tiniloides
Tandilia tiniloides là một loài bướm đêm trong họ Noctuidae.